# Hrádek (Srch)
Hrádek je vesnice, část obce Srch v okrese Pardubice. Nachází se asi 3 km na západ od Srchu. V roce 2011 zde bylo evidováno 74 adres. V roce 2001 zde trvale žilo 161 obyvatel.
Hrádek leží v katastrálním území Hrádek u Pardubic o rozloze 1,94 km2.

## Pamětihodnosti
- Katastrální dub